# 米兰·斯米亚尼奇
米蘭·斯米亞尼奇（1986年11月19日—），是一名塞爾維亞足球運動員，司職中場，現時效力黑山足球甲級聯賽球會莫爾納。施美贊歷在愛斯賓奴使用他的暱稱「洛拉」（Lola）印在球衣上，而不是姓氏“Smiljanić”。
施美贊歷出身於塞爾維亞豪門球會柏迪遜，曾擔任球隊隊長。他是塞爾維亞二十一歲以下國家隊的主力球員，在2007年的2007年歐洲U-21足球錦標賽更與球隊打入決賽，惜終敗於主辦國荷蘭之下。

## 外部連結
- 施美贊歷檔案